# آدولف لیبن
آدولف لیبن (انگلیسی: Adolf Lieben؛ زاده ۳ دسامبر ۱۸۳۶ درگذشته ۶ ژوئن ۱۹۱۴) یک دانشمند در زمینه شیمی اهل اتریش بود.